# Coon (Wisconsin)
Coon es un pueblo ubicado en el condado de Vernon en el estado estadounidense de Wisconsin. En el Censo de 2010 tenía una población de 728 habitantes y una densidad poblacional de 8,07 personas por km².

## Geografía
Coon se encuentra ubicado en las coordenadas 43°41′49″N 90°58′41″O / 43.69694, -90.97806. Según la Oficina del Censo de los Estados Unidos, Coon tiene una superficie total de 90.27 km², de la cual 90.26 km² corresponden a tierra firme y (0.01%) 0.01 km² es agua.

## Demografía
Según el censo de 2010, había 728 personas residiendo en Coon. La densidad de población era de 8,07 hab./km². De los 728 habitantes, Coon estaba compuesto por el 99.73% blancos, el 0.14% eran afroamericanos, el 0% eran amerindios, el 0% eran asiáticos, el 0% eran isleños del Pacífico, el 0% eran de otras razas y el 0.14% pertenecían a dos o más razas. Del total de la población el 0% eran hispanos o latinos de cualquier raza.